# Port Saint-Sauveur
Pour les articles homonymes, voir Saint-Sauveur et Rue Saint-Sauveur.
Le port Saint-Sauveur (en occitan : pòrt de Sant Salvador) est une voie de Toulouse, chef-lieu de la région Occitanie, dans le Midi de la France.

## Situation et accès

### Description
Le port Saint-Sauveur est une voie publique. Du côté ouest, il borde le quartiers de Monplaisir et Dupuy, et, du côté est, le quartier de la Côte Pavée.
Au sud, le port Saint-Sauveur naît dans le prolongement des voies qui longent le canal du Midi : à l'ouest, le boulevard Monplaisir, au niveau de l'esplanade de la Capitainerie, qui se forme au carrefour de l'allée des Soupirs ; à l'est, le boulevard Bernard-Griffoul-Dorval, au carrefour de la rue Bernard-Mulé. Le port Saint-Sauveur se termine au niveau du pont Montaudran, auquel aboutissent, à l'ouest, la rue du Pont-Montaudran et, à l'est, l'avenue Jean-Rieux. Il est prolongé, au nord, par le port Saint-Étienne.
À l'ouest, la chaussée compte dans sa première partie, entre l'allée des Soupirs et les allées Paul-Sabatier, une seule voie de circulation automobile puis dans sa deuxième partie, entre les allées Paul-Sabatier et la rue du Pont-Montaudran, trois voies de de circulation, en sens unique, de l'allée des Soupirs vers la rue du Pont-Montaudran. La voie de droite passe, en trémie, sous le pont Montaudran.

### Voies rencontrées
Le port Saint-Sauveur rencontre, sur le côté ouest, les voies suivantes, dans l'ordre des numéros croissants (« g » indique que la rue se situe à gauche, « d » à droite) :
1. Allée des Soupirs (g)
2. Esplanade de la Capitainerie (d)
3. Rue Abel-Autofage (g)
4. Rue Jean-Aillet (g)
5. Rue de Tivoli (g)
6. Rue de Valenciennes (g)
7. Allées Paul-Sabatier (g)
8. Place Olin-Chatelet (d)
9. Rue Jacques-Labatut (g)
10. Rue du Pont-Montaudran (g)
11. Pont Montaudran (d)

Le port Saint-Sauveur rencontre, sur le côté est, les voies suivantes, dans l'ordre des numéros croissants (« g » indique que la rue se situe à gauche, « d » à droite) :
1. Rue Bernard-Mulé (d)
2. Rue Pierre-Seel (d)
3. Pont Montaudran (g)
4. Avenue Jean-Rieux (d)

### Transports
Le port Saint-Sauveur est parcouru et desservi, sur le côté est, par la ligne de bus 27. Au nord, sur la rue du Pont-Montaudran et l'avenue Jean-Rieux se trouvent les arrêts des bus L1L8. Enfin, à l'ouest, sur les allées Paul-Sabatier, se trouve le terminus des lignes de bus 2966 et au-delà, sur le Boulingrin, les arrêts des lignes de bus L9 et 44.
Il existe plusieurs stations de vélos en libre-service VélôToulouse : les stations no 15 (face au 20 port Saint-Sauveur), no 101 (5 port Saint-Sauveur) et no 114 (8 boulevard Monplaisir).

## Odonymie
Le port tient son nom, comme le faubourg où il se trouve, d'une chapelle placée sous l'invocation du Sauveur, et qui était établie sur la place du même nom (actuelle place Dominique-Martin-Dupuy). En 1794, pendant la Révolution française, le port prit le nom de port National, mais il ne le conserva pas. Entre 1825 et 1933, la partie nord, entre les allées Paul-Sabatier et la rue du Pont-Montaudran, fut désignée comme le port neuf Saint-Étienne.

## Histoire
Le port Saint-Sauveur se situe au sud-est du centre historique, entre le canal du Midi et le Grand Rond. Son nom vient de l'un des deux ports fluviaux de Toulouse situés sur le canal du Midi, l'autre étant le port de l'Embouchure. Ces ports sont destinés à la gestion des marchandises transitant par le canal.

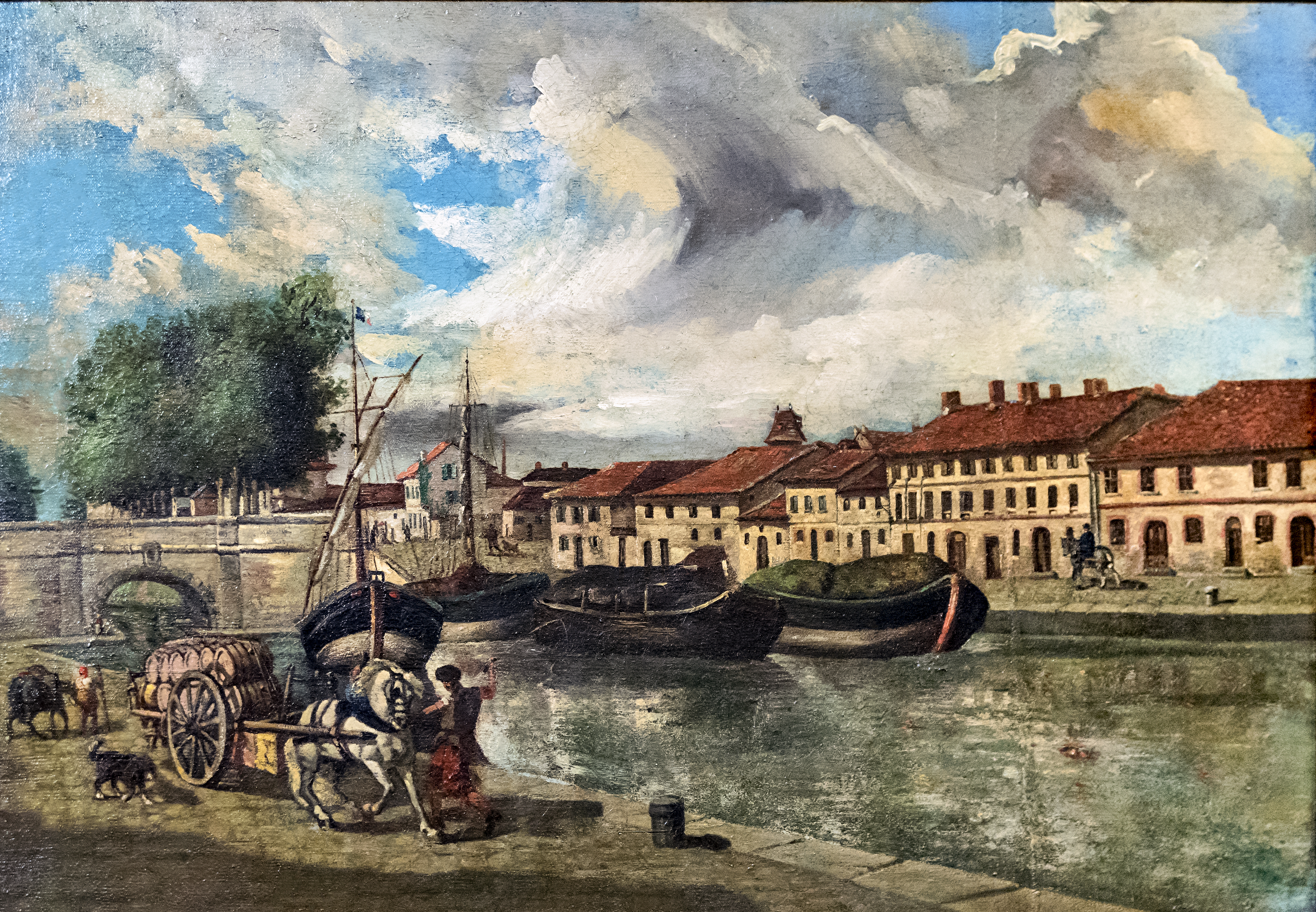
Le port Saint-Sauveur (première moitié du XIXe siècle, musée du Vieux Toulouse).
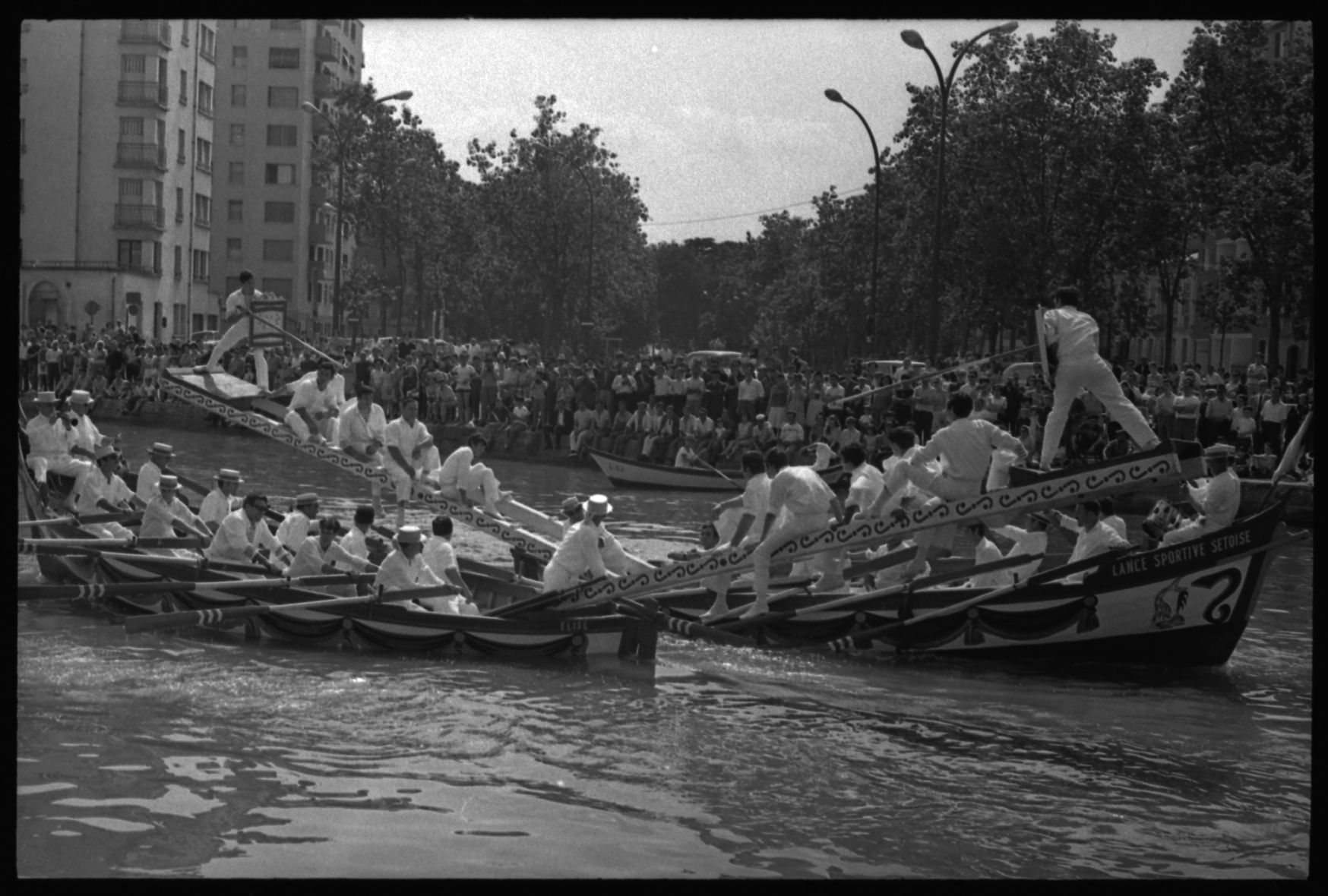
Joutes sétoises en juillet 1967.
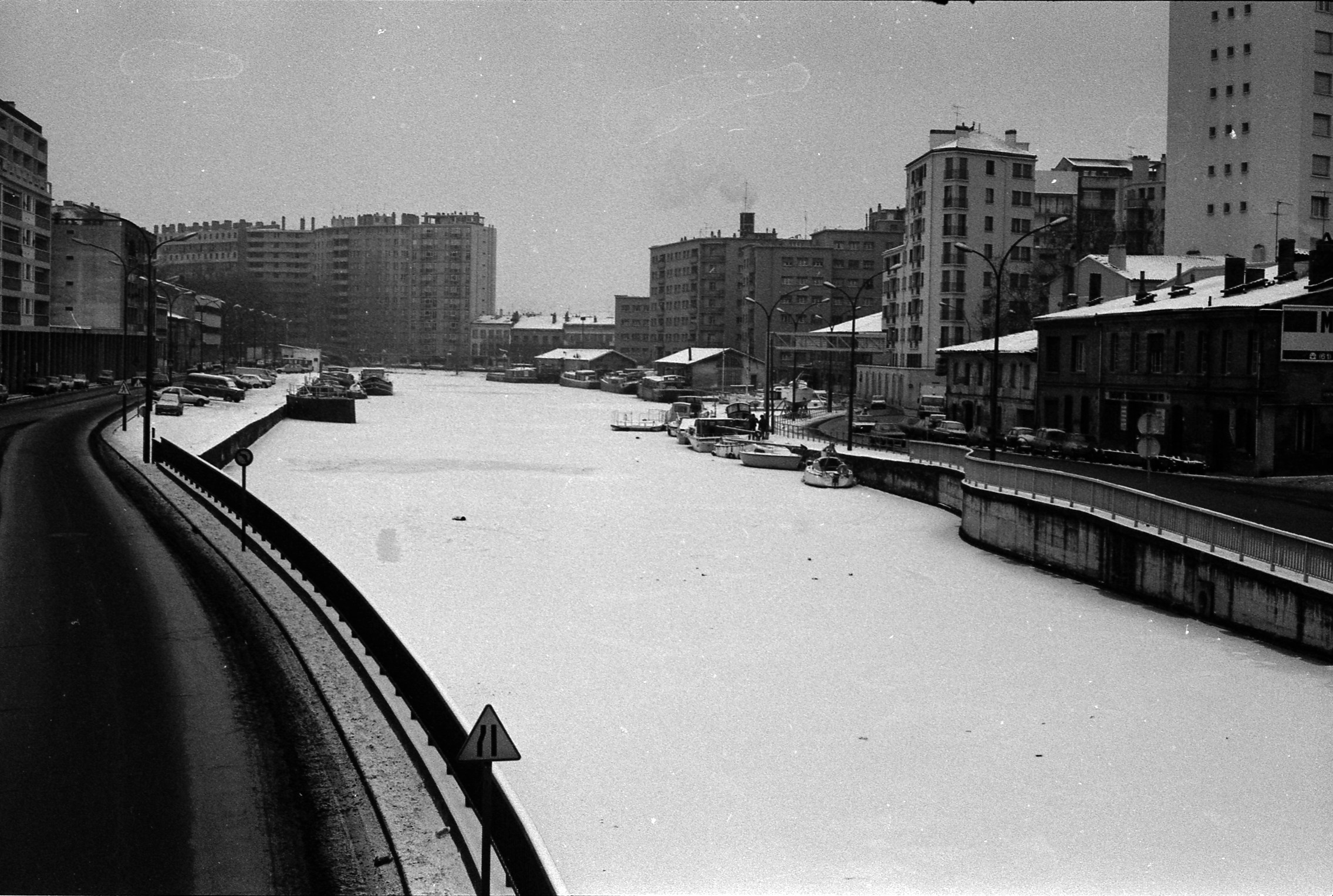
Le canal du Midi gelé, pendant l'hiver 1985.
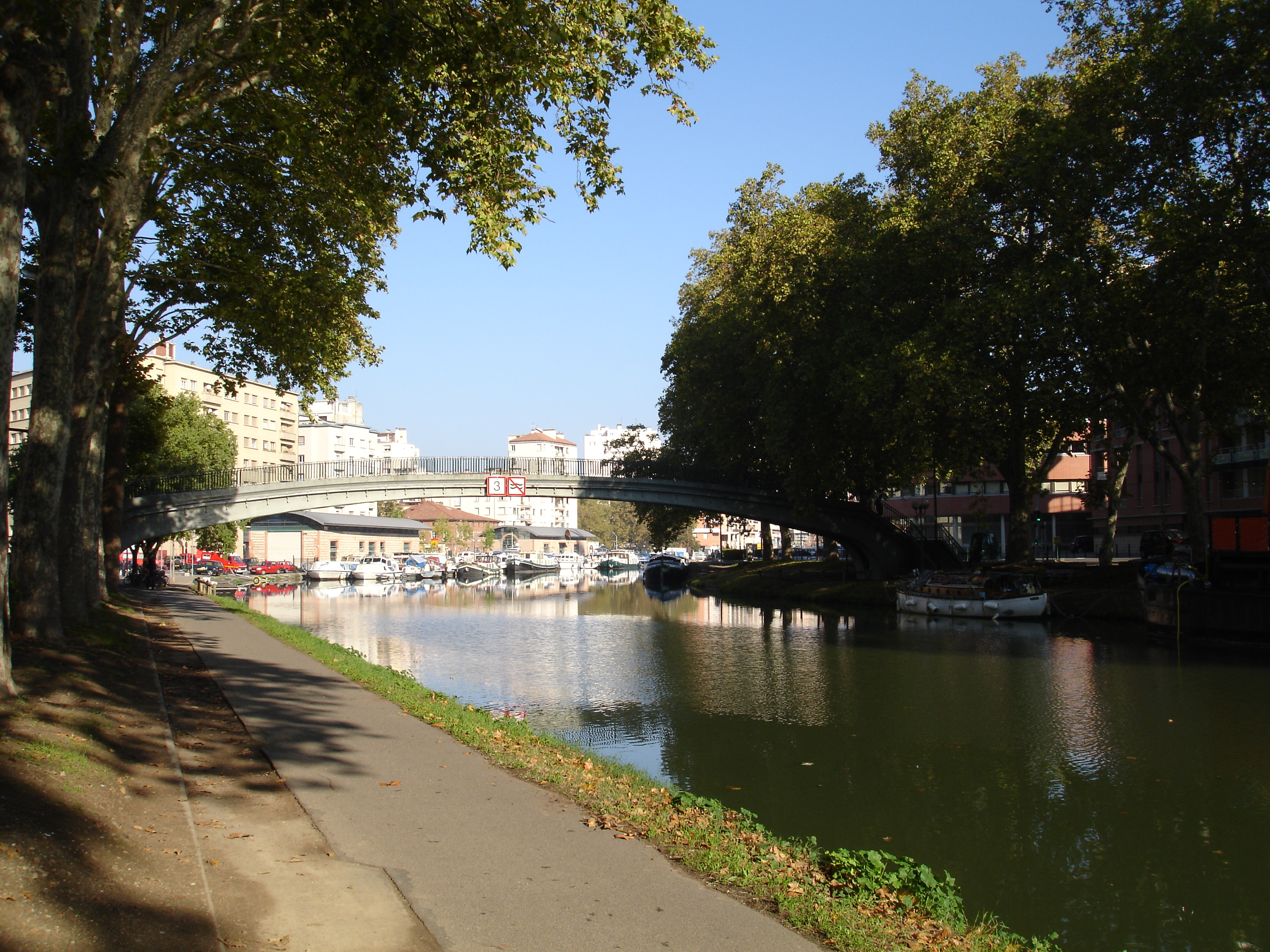
Vue de la passerelle en 2006.

## Patrimoine et lieux d'intérêt

### Canal du Midi
Patrimoine mondial (1996).
Le port Saint-Sauveur longe le canal du Midi. La première partie du canal, entre la Garonne, à Toulouse, et le seuil de Naurouze, est creusée entre 1667 et 1671, mais le port n'est aménagé qu'en 1685, au sud du port Saint-Sauveur et dans le prolongement du port Saint-Étienne.
Le canal est franchi au nord par le pont Montaudran. Le premier pont est construit en bois en 1683, au moment de la mise en eau du canal, et permet le passage du chemin haut de Montaudran (actuelle avenue Jean-Rieux). Il est reconstruit entre 1769 et 1771 sur les plans de Joseph-Marie de Saget, et  présente une voûte surbaissée qui facilite la circulation sur le pont, tandis que son ouverture ménage une large passe navigable. En 1965, le projet des ingénieurs de la ville, Toulière, Fanade et Gesta, prévoit la réalisation de voies sur berges et la reconstruction du pont, qui est démoli. Le nouveau pont est ouvert à la circulation en 1966. C'est un pont à poutres en béton, large de trois travées : la travée centrale, longue de 18 mètres, et deux travées latérales, longues de 10 mètres, qui enjambent le canal et les voies de circulation.
En 1836, l'aménagement d'un service de navigation accélérée, permettant un transport rapide des marchandises et des voyageurs et permet de rejoindre le port de Sète en 36 heures. Il nécessite la construction de plusieurs bâtiments : une gare (emplacement de l'actuel no 15) et deux entrepôts (actuels no 5 et 7). Ils sont reconstruits vers 1882 sur les plans d'Urbain Maguès.
- no  5 : dépôt de la caserne Eugène-Lougnon. 
En 1836, un premier entrepôt est construit en bois, avec une toiture de tuile. En 1882, à la suite d'un incendie, il est reconstruit sur le même plan en maçonnerie en assises de brique et de galet alternées, et les élévations sont enduites, mais il conserve une charpente en bois. La toiture à longs pans de tuile est remplacée par un toit bombé en zinc. Le bâtiment, long de 42 mètres et large de 9 mètres, est divisé en onze travées. Une des travées latérales, éclairée par deux fenêtres, abritait une pièce destinée à un bureau et une autre dévolue à un atelier de voilerie. Depuis le début des années 2000, le bâtiment sert de dépôt au matériel de la caserne des pompiers Eugène-Lougnon[5].

- no  7 : capitainerie. 
En 1836, un entrepôt est construit en bois. Il est reconstruit sur le même plan en maçonnerie en assises de brique et de galet alternées, et les élévations sont enduites, mais conserve une charpente en bois. La toiture à longs pans de tuile est remplacée par un toit bombé en zinc. Le bâtiment, long de 42 mètres et large de 9 mètres, est divisé en 11 travées. À la fin des années 1990, il est partiellement détruit par un incendie, il est rénové et surélevé d'un étage dans les années 2000. Il est désormais utilisé par la capitainerie du port[6].

### Cité HBM du Grand-Rond
Patrimoine XXe siècle (2017).
En 1931, la municipalité socialiste d'Étienne Billières, encouragée par le développement de l'habitat social dans le cadre de la loi Loucheur, décide la construction d'un groupe d'HBM entre le Boulingrin, l'allée des Soupirs (actuels no 2-12), la rue de Tivoli (actuels no 1-9) et le port Saint-Sauveur. Le premier projet, proposé par l'architecte Robert Armandary pour l'office d'habitation de la ville de Toulouse, rencontre l'opposition des associations des Toulousains de Toulouse et des Amis du Vieux Toulouse, car il ampute toute la partie nord de l'allée des Soupirs. Le projet modifié est finalement approuvé en 1934, les travaux étant achevés en 1935. Il compte 350 logements.
L'ensemble de la cité se compose de quatre bâtiments. Deux longues barres, disposées le long de l'allée des Soupirs et de la rue de Tivoli limitent la cité au sud et au nord. Elles s'élèvent sur huit étages dans la partie centrale, pour s'abaisser progressivement en gradins, jusqu'à seulement trois étages du côté du Boulingrin. Entre les deux barres s'élève une barre plus petite et un bâtiment en U, qui ferme la cité du côté du port Saint-Sauveur. La construction combine une ossature de béton et un remplissage de brique,.

### Immeubles et maisons

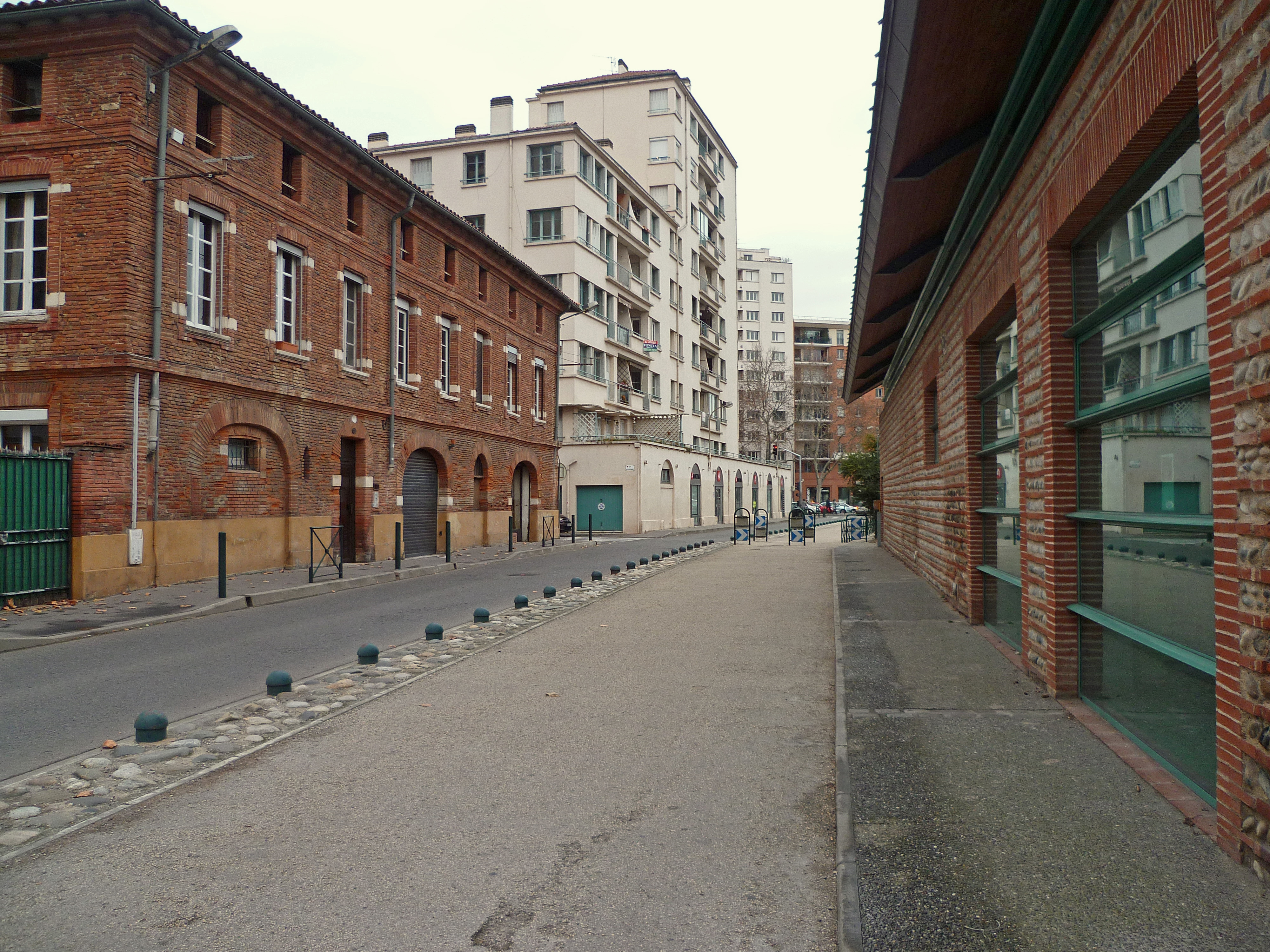
no 7, 11 et 15 : la maison Fajac, la capitainerie et l'immeuble Andrau-Berty-Cazelles.

- no  11 : maison Fajac. 
La maison, construite dans la deuxième moitié du XVIIIe siècle, a appartenu à la vicomtesse de Fajac, qui lui a donné son nom. Entre 1852 et 1856, elle est louée par la compagnie du canal du Midi pour y installer ses bureaux liés à l'exploitation de la barque de poste et y loger le personnel travaillant sur le port. Elle est encore divisée en logements. La maison s'élève sur trois niveaux, séparés par des cordons de brique. Le rez-de-chaussée est ouvert par des arcades qui alternent avec deux portes. Il est surmonté par un étage, éclairé de fenêtres rectangulaires, et un niveau de comble. Une large corniche débordante couronne l'élévation[10].

- no  15 : immeuble Andrau-Berty-Cazelles. 
L'immeuble est construit en 1955 par les architectes Louis Andrau, Louis Berty et Louis Cazelles. Il occupe une vaste parcelle à l'angle des allées Paul-Sabatier (actuel no 16), occupée depuis 1836 par la gare des accélérés, dont sont conservées en rez-de-chaussée les arcades qui ouvrent sur le canal. Les bornes en pierre sur la façade ont été installées lors du démantèlement de la marquise sur l'emplacement des poteaux métalliques. L'immeuble se compose de deux corps de bâtiment : un de quatre étages et l'autre de huit[11].

- no  18 : immeuble (deuxième moitié du XIXe siècle)[12].
- no  44-56 : immeuble (deuxième moitié du XXe siècle)[13].